# Norrboån

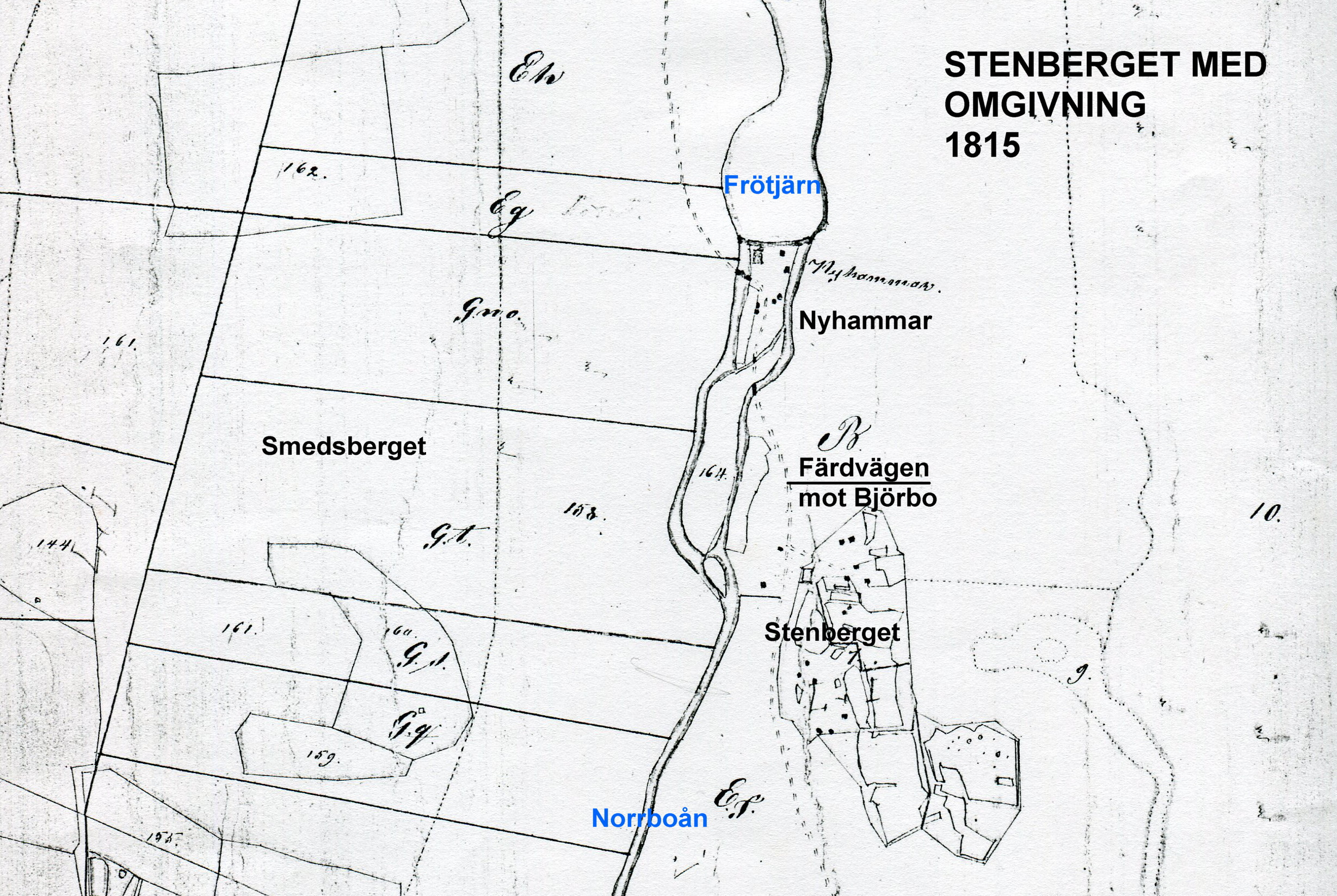
Norrboån före uppdämningen 1815.

Norrboån är ett vattendrag i Grangärde socken, Ludvika kommun. Ån rinner från Stenbergstjärnen till Bysjön strax norr om Grangärde, en sträcka på ungefär 3,5 kilometer. På sin väg söderut passerar ån väster om tätorten Nyhammar. Ån har sitt namn efter småorten Norrbo.

## Historik
Ursprungligen började Norrboån vid Frötjärnens södra ände. Sedan 1600-talets mitt nyttjades Norrboåns vattenkraft att driva en stångjärnssmedja som kallades ”Nya hammaren” och som gav upphov till ortsnamnet ”Nyhammar”.  Vid 1800-talets mitt uppfördes en damm cirka 600 meter söder om stångjärnssmedjan och av Norrboåns båda bäckfåror uppstod ”Nydammen”, även kallad Stenbergstjärnen. Idag är Norrboåns vattenflöde kraftigt regelrat eftersom VB Energi driver Nyhammars kraftstation med vatten som avleds från Norrboån. Det innebär att stora delar om året ligger åns fåra nästan torr.

## Översvämning
I början av juli 2012 medförde ett kraftigt regnoväder att dammen vid Frötjärnen skadades och överspolades. Ett fem meter brett hål uppstod i dammkroppen, som medförde att allt vatten forsade ner i Stenbergstjärn, och då dammen till Norrboån inte orkade hålla emot vattenmassorna svämmade den över. Förödelsen blev stor, vattnet drog bland annat med sig träbodar och utedass vid scoutstugan i Mångdala, tillsammans med närmare 1 000 kvadratmeter av marken runt stugan. Även vägbron vid Stakheden förstördes av vattenmassorna och en ny fick byggas. I samband med att dammen vid Frötjärnen skadades försvann också de sista resterna efter den gamla stångjärnssmedjan.

## Bilder

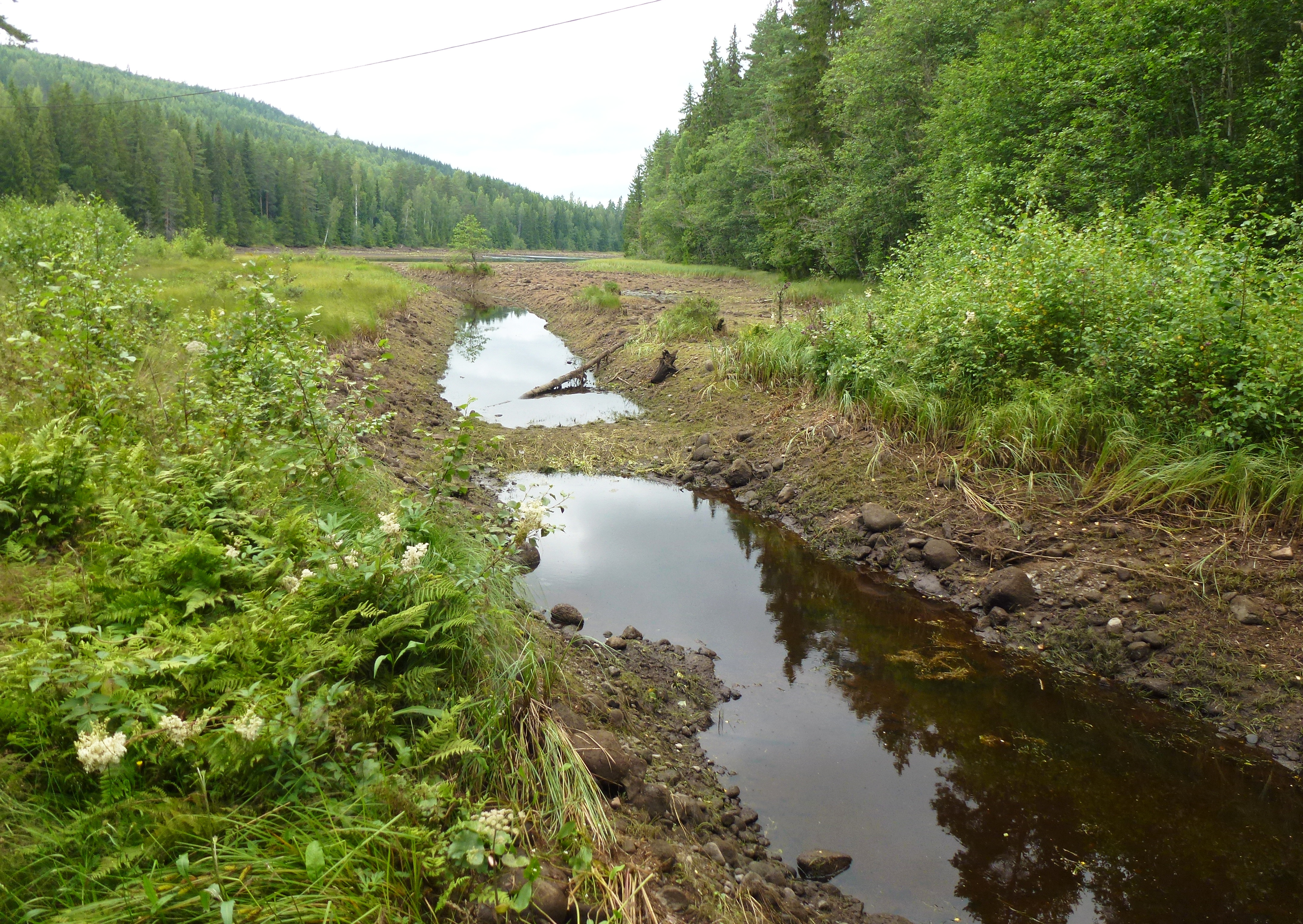
Stenbergstjärnen efter dammbrott 2012 med Norrboåns gamla flodfåra.
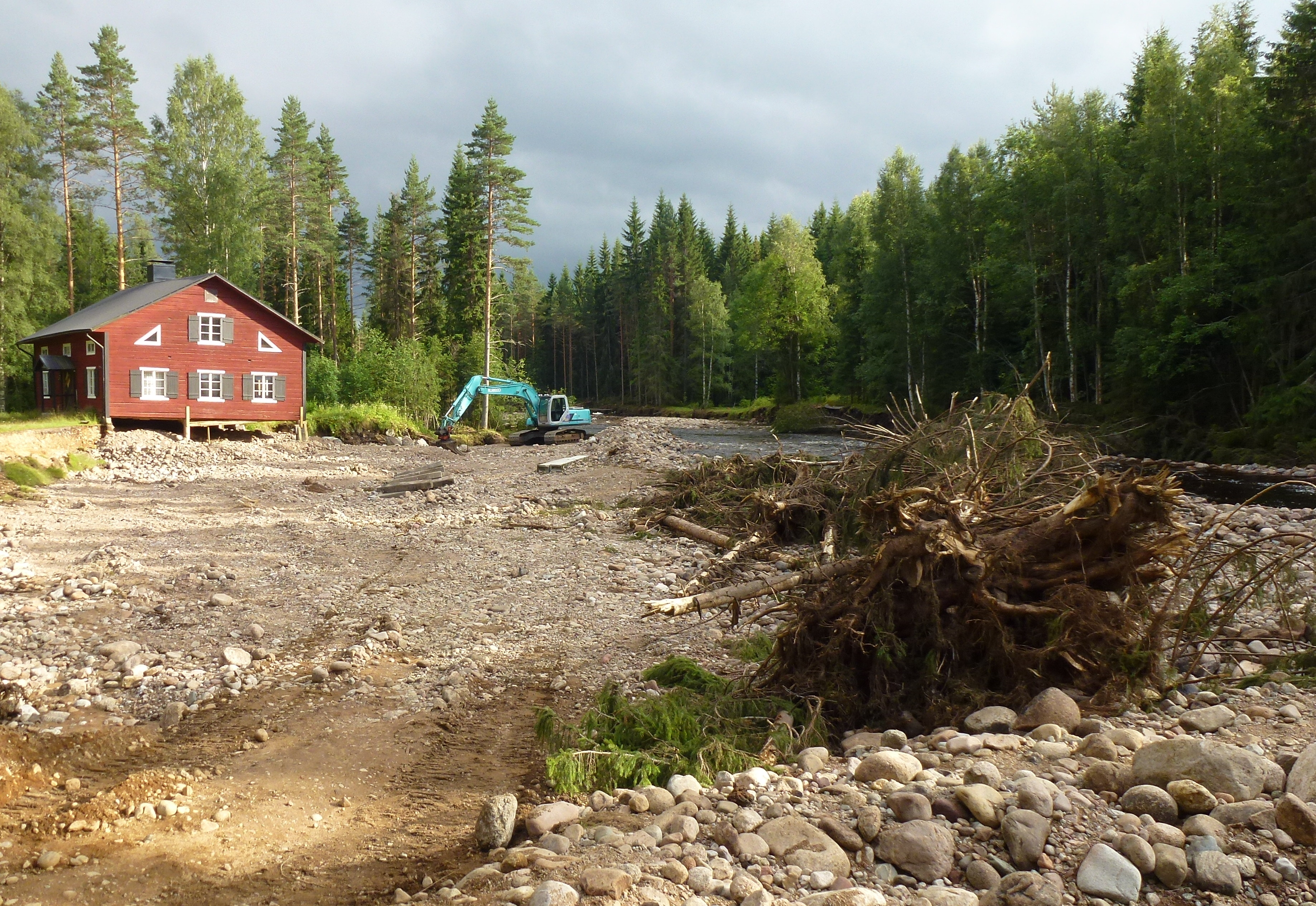
Norrboån vid Mångdala efter översvämningen i juli 2012.
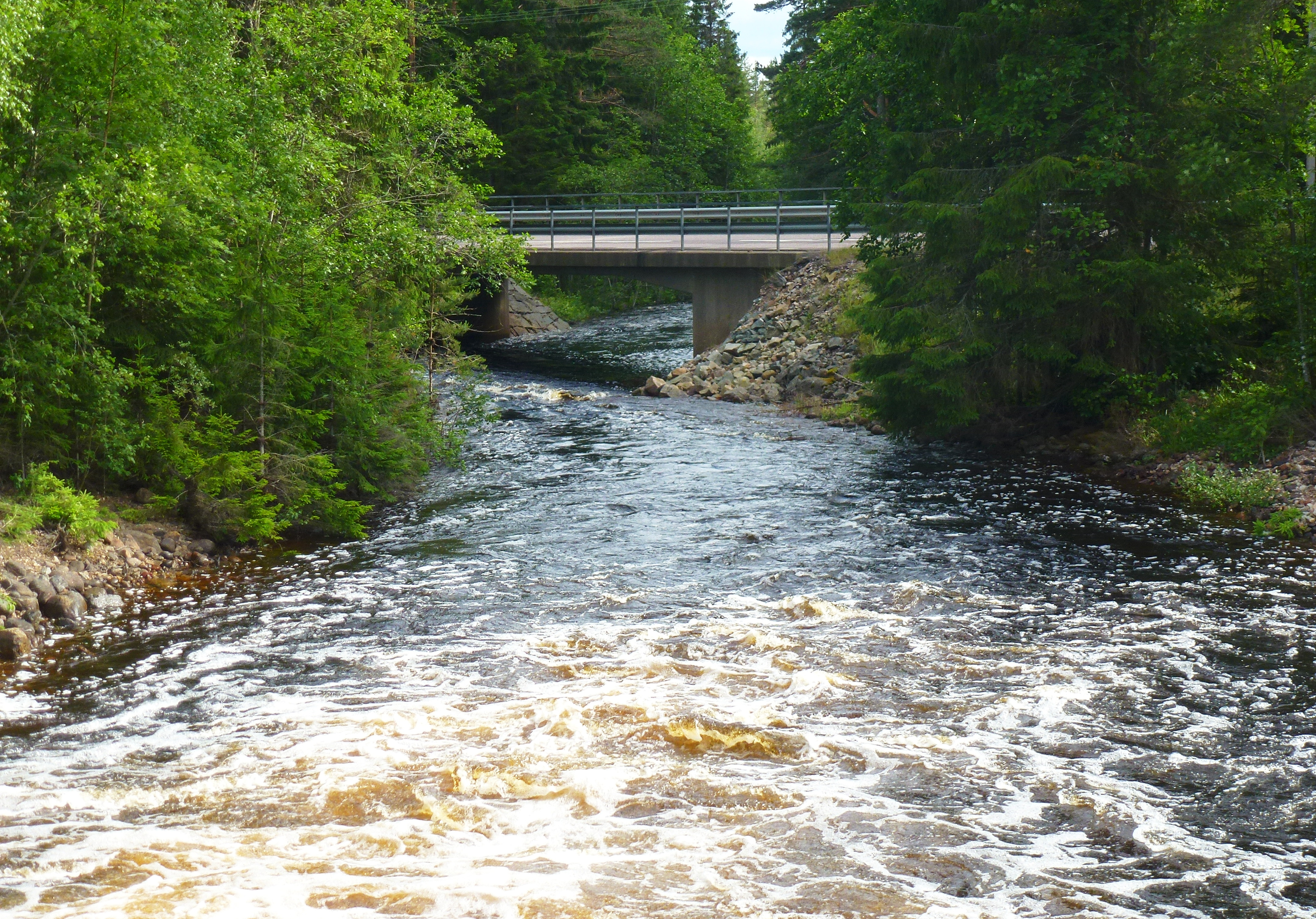
Norrboån vid bron över riksväg 66, strax norr om Nyhammar.
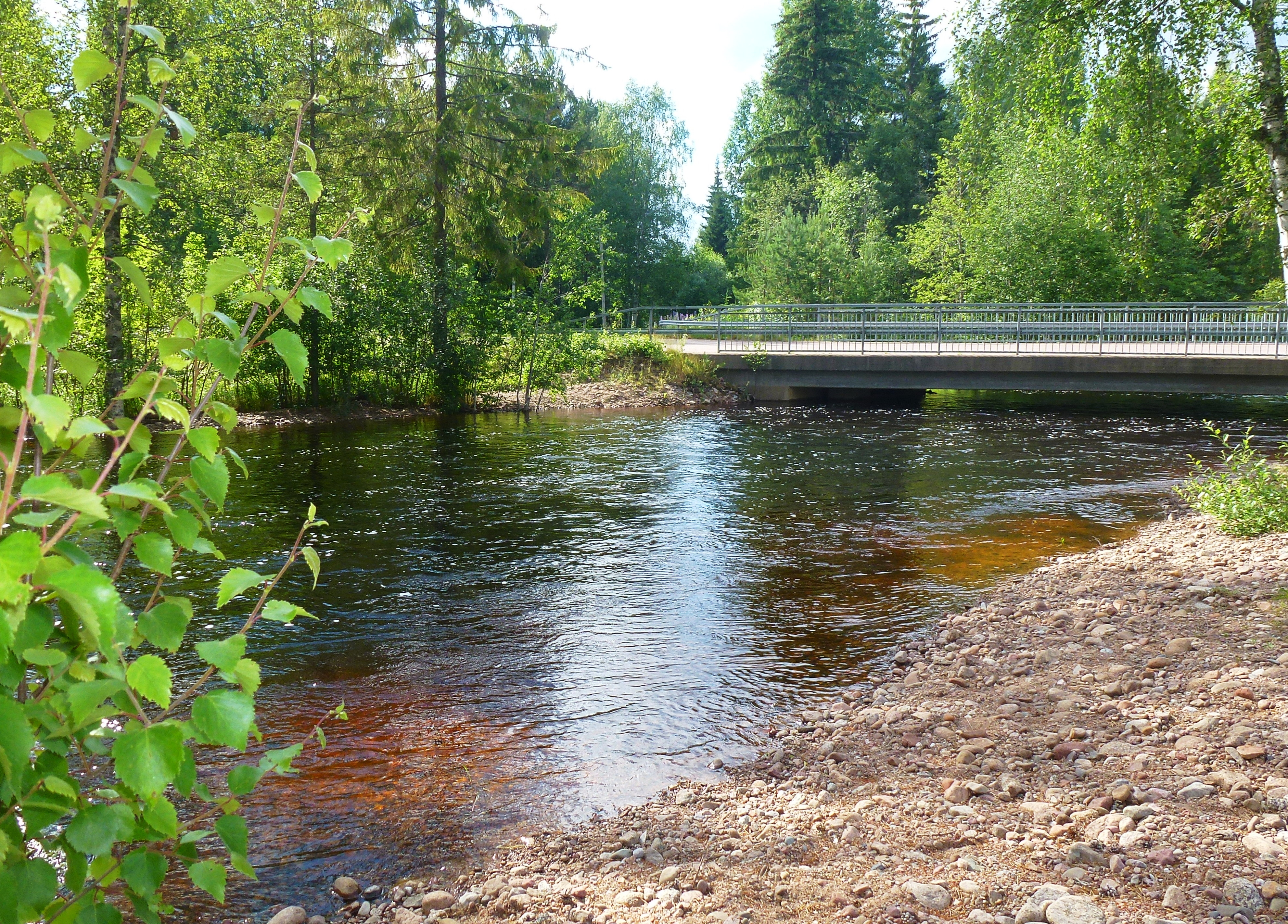
Norrboån i Nyhammar, sommar 2015.